# حمد سنوسی
حمد سنوسی (عربی: حمد السنوسي؛ زادهٔ ۳ نوامبر ۱۹۸۹) بازیکن فوتبال اهل لیبی است.
وی همچنین در تیم ملی فوتبال لیبی بازی کرده‌است.